# PC-DOS
PC-DOS (ang. The IBM Personal Computer Disk Operating System) – system operacyjny dla komputerów osobistych kompatybilnych z x86, dystrybuowany przez IBM. Początkowo rozwijany razem z MS-DOS przez IBM i Microsoft.
Początkowo system nie był dodawanym gratis oprogramowaniem. Pierwszy IBM PC (5150) był oferowany tylko z darmowym BASICem (w ROM) i mógł nie posiadać na wyposażeniu stacji dyskietek (miał na płycie głównej port do podłączania magnetofonu i w ten sposób można było zapisywać programy w BASICu). Wersja IBM PC ze stacją dyskietek i 16 KB RAM kosztowała początkowo 1 565 $, a system PC-DOS był dodatkowym wydatkiem 40 $.

## Pierwsze wersje DOS
Prace nad systemem rozpoczęły się wraz z przejściem Tima Patersona z firmy Seattle Computer Products do Microsoftu w maju 1981 roku. Dotychczas oferowana przez Microsoft wersja 0.33 86-DOS została dostosowana do wymagań IBM, prace zakończono w lipcu 1981, miesiąc przed wprowadzeniem do sprzedaży przez IBM pierwszych komputerów IBM PC. 27 lipca Microsoft przejął prawa do systemu 86-DOS od Seattle Computer Products. Od 12 sierpnia 1981 IBM dołączał do swoich komputerów osobistych wersję 1.0 systemu PC-DOS, tożsamą z wersją 1.14 86-DOS.
Istniała wewnętrzna niedystrybucyjna wersja 1.05. Ostatnią wersją PC-DOS przygotowaną przez Tima Patersona przed jego odejściem z Microsoft była 1.1, tożsama z wersją 1.24 86-DOS. Od marca 1982 r. Microsoft oferował swój system w wersji 1.25 pod nazwą MS-DOS różnym klientom, nie tylko IBM. Wraz z wprowadzeniem przez IBM modelu IBM PC/XT w marcu 1983 r. udostępniono wersję 2.0 PC-DOS.
Kolejne wersje PC-DOS pojawiały się wraz z nowymi modelami komputerów osobistych IBM: wersja 3.0 wraz z IBM PC/AT w sierpniu 1984, wersja 3.3 wraz z IBM PS/2 w kwietniu 1987. Wersja 4.0 udostępniona została w sierpniu 1988.